# Maresias
Maresias
Maresias  é uma praia e sede de um distrito do município brasileiro de São Sebastião, que integra a Região Metropolitana do Vale do Paraíba e Litoral Norte, no litoral do estado de São Paulo.

## História

### Origem
No Século XVIII foi terra dos Bandeirantes. Seu desenvolvimento começou logo após as primeiras décadas da colonização do território. De São Vicente, no litoral, os colonos seguiram os passos dos Jesuítas e embrenharam-se no interiores do país.

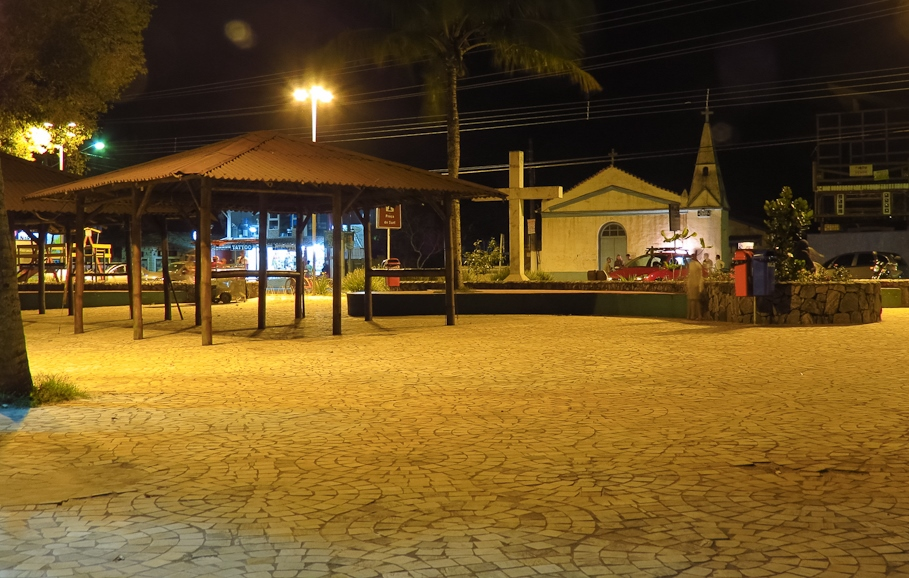
Igreja e Praça de Maresias.

### Formação administrativa
- Distrito criado pelo Decreto-Lei n° 14.334 de 30/11/1944, com o povoado de Maresias mais terras do distrito sede de São Sebastião.[5]
- Decreto nº 22.813 de 18/10/1953 - Cria a 2.ª subdelegacia de polícia na localidade conhecida por Boissucanga, no distrito de Maresias, município de São Sebastião.[6]

## Geografia

### Demografia
A população do distrito refere-se a todos os bairros localizados entre Toque-Toque Grande (na divisa com o distrito sede de São Sebastião) até Boracéia (na divisa com o município de Bertioga).

#### População urbana
| Crescimento população urbana | Crescimento população urbana | Crescimento população urbana | Crescimento população urbana |
| Censo                        | Pop.                         |                              | %±                           |
| ---------------------------- | ---------------------------- | ---------------------------- | ---------------------------- |
| 1950                         | 630                          |                              | —                            |
| 1960                         | 450                          |                              | −28,6%                       |
| 1970                         | 2 734                        |                              | 507,6%                       |
| 1980                         | 3 827                        |                              | 40,0%                        |
| 1991                         | 9 002                        |                              | 135,2%                       |
| 2000                         | 21 369                       |                              | 137,4%                       |
| 2010                         | 30 913                       |                              | 44,7%                        |
| Fonte: IBGE e Fundação SEADE |                              |                              |                              |

#### População total
Pelo Censo 2010 (IBGE) a população total do distrito era de 31 184 habitantes.

### Área territorial
A área territorial do distrito é de 273,063 km².

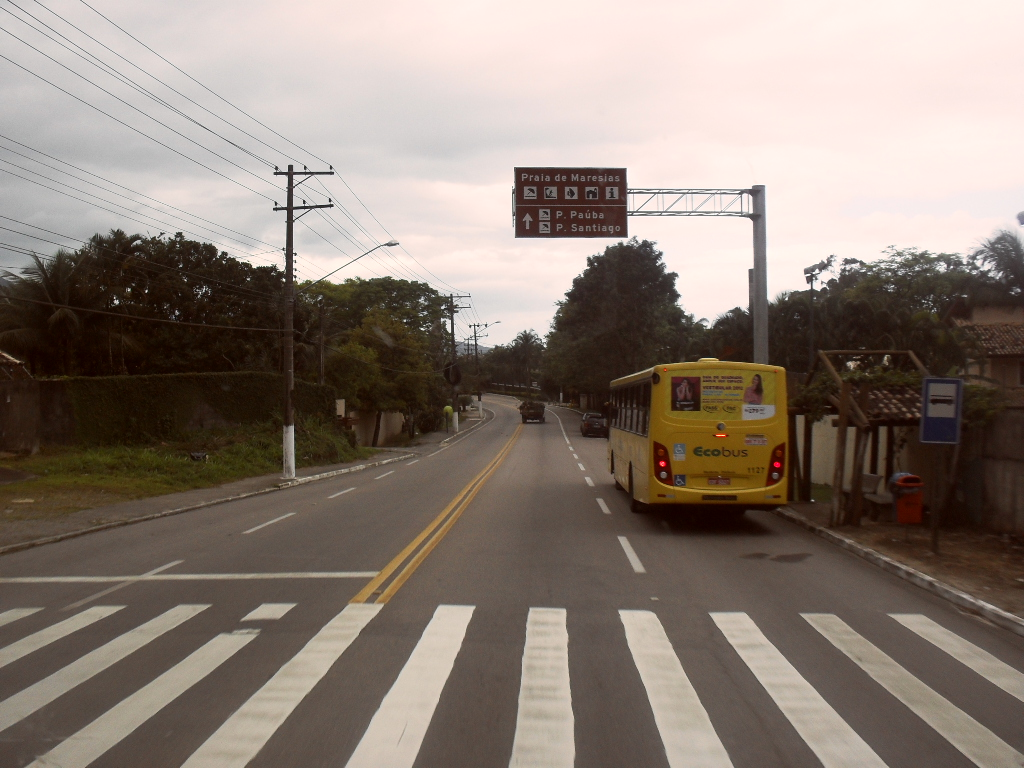
Chegando em Maresias.

### Acessos
- O principal acesso à Maresias é a Rodovia Doutor Manuel Hipólito Rego (SP-55).[9]

### Divisão Administrativa
O distrito de Maresias é atendido por quatro regionais (Regional Maresias, Regional Boissucanga, Regional Juquehy e Regional Boracéia), que atendem os seguintes bairros:
- Toque-Toque Grande, Toque-Toque Pequeno, Paúba, Maresias (sede), Boissucanga, Cambury, Baleia, Barra do Sahy, Juquehy, Barra do Una, Juréia e Boracéia.[10]

## Características da praia
A Praia de Maresias é internacionalmente conhecida, pois oferece areias brancas e ondas grandes, formando um cenário para as competições de surf.
Suas ondas são aproveitadas em etapas de campeonatos mundiais de surf e são utilizadas durante o ano todo para competições menores. Ocorrem campeonatos nacionais e internacionais de surf, com adeptos de todo o Brasil e da América do Sul.
Além de revelar grandes talentos, Maresias recebe anualmente competições de surf, com participações de grandes surfistas.

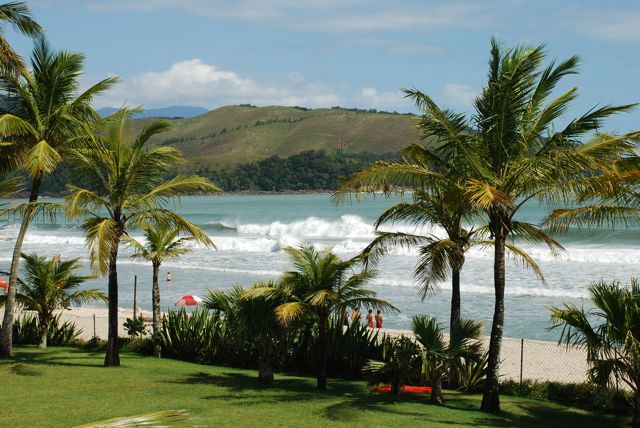
A praia vista de uma pousada
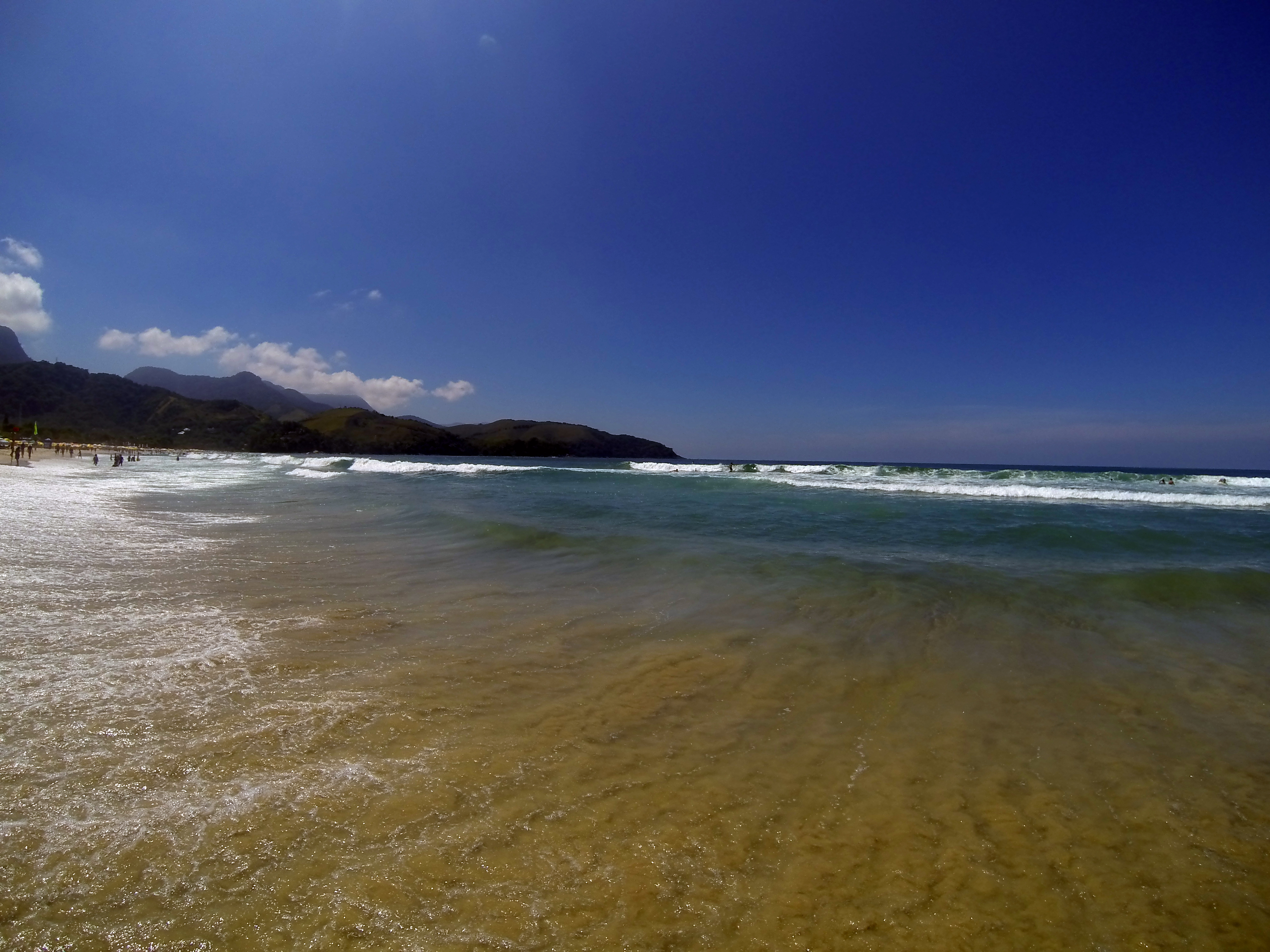
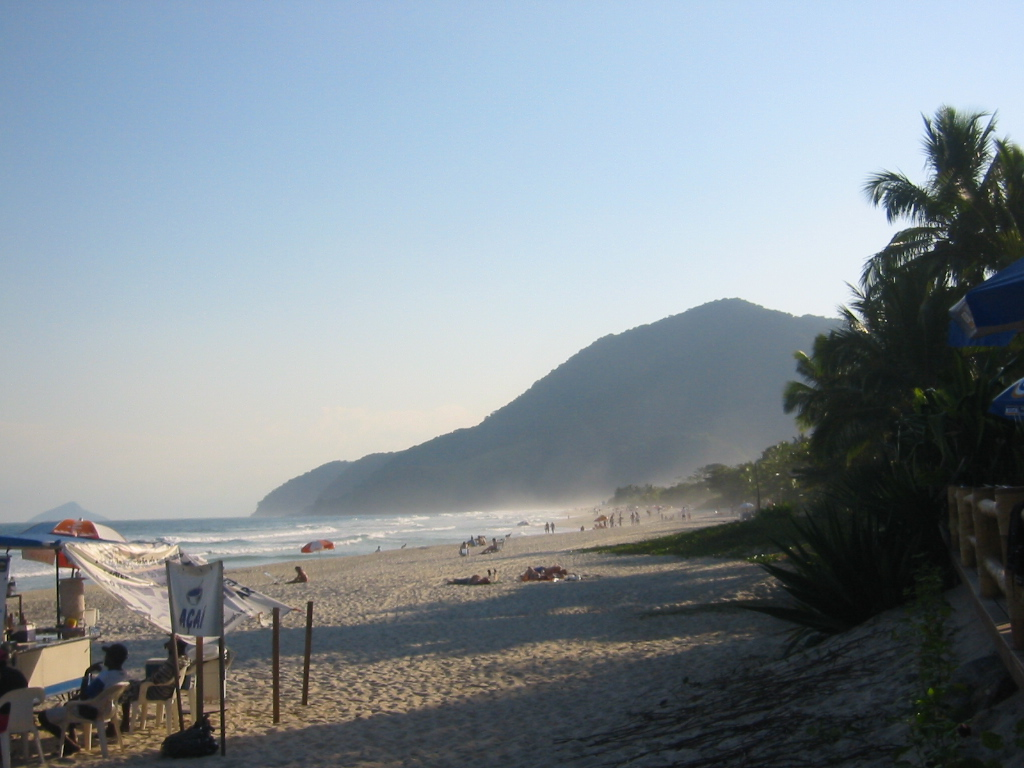
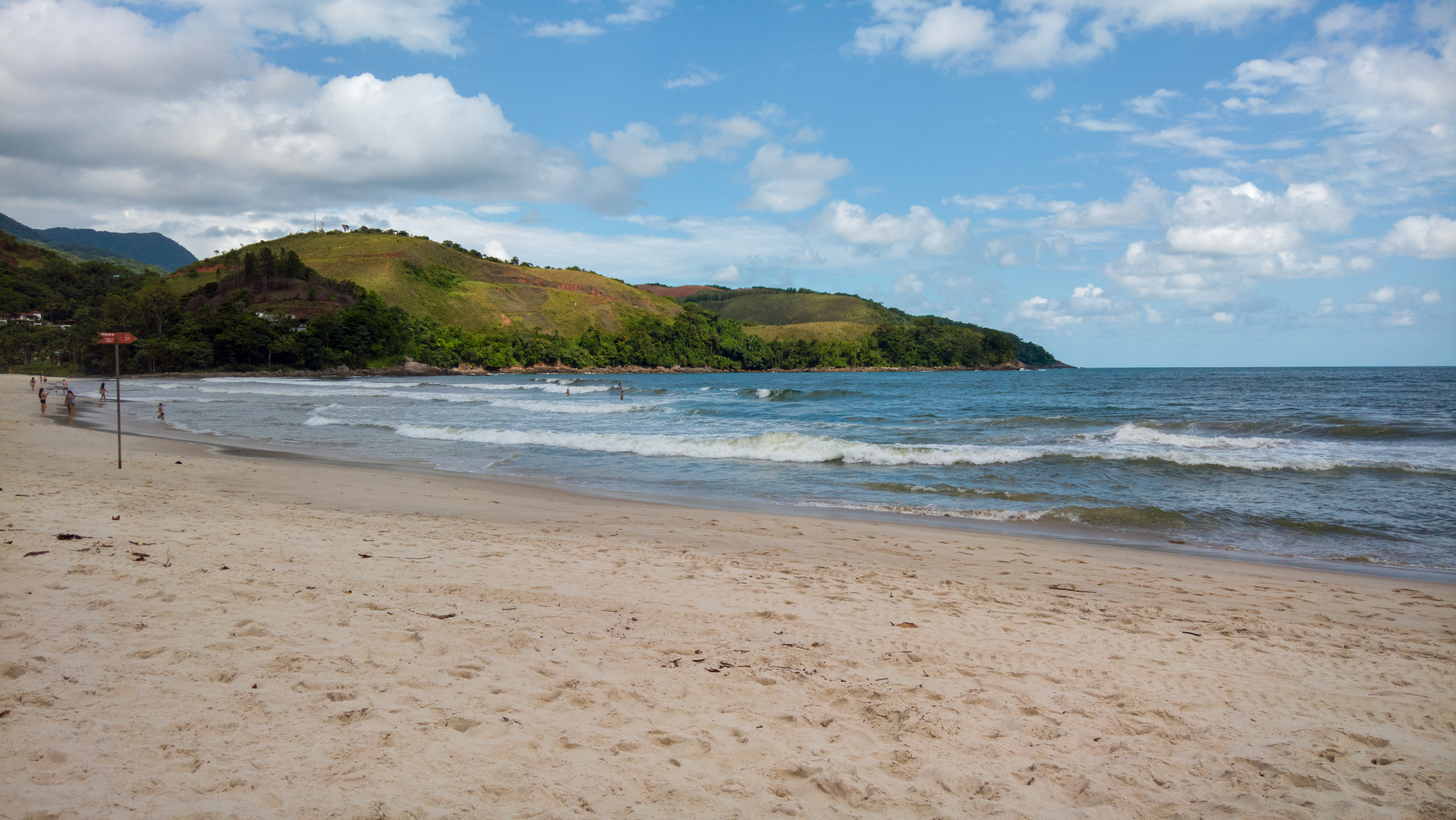
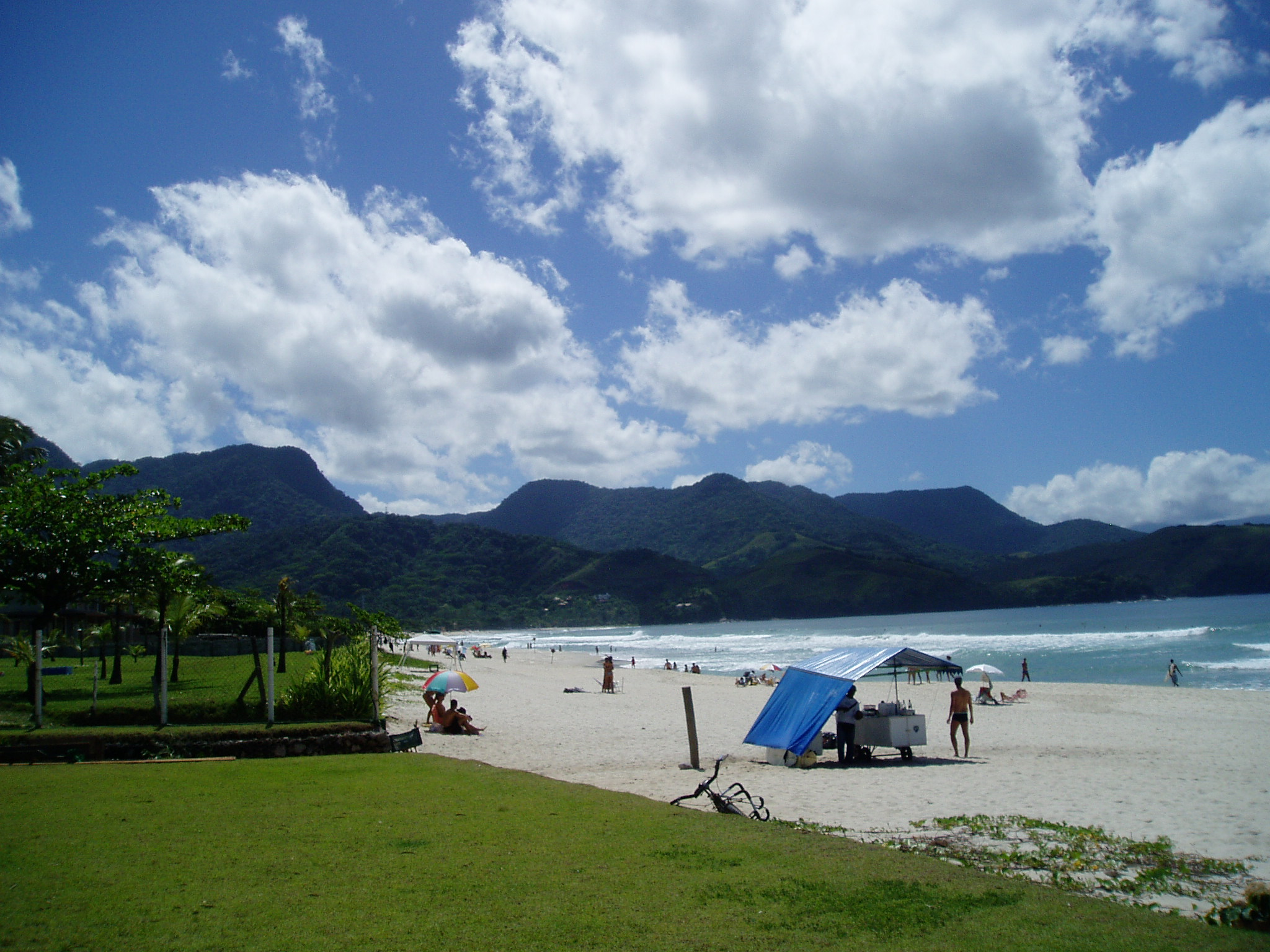
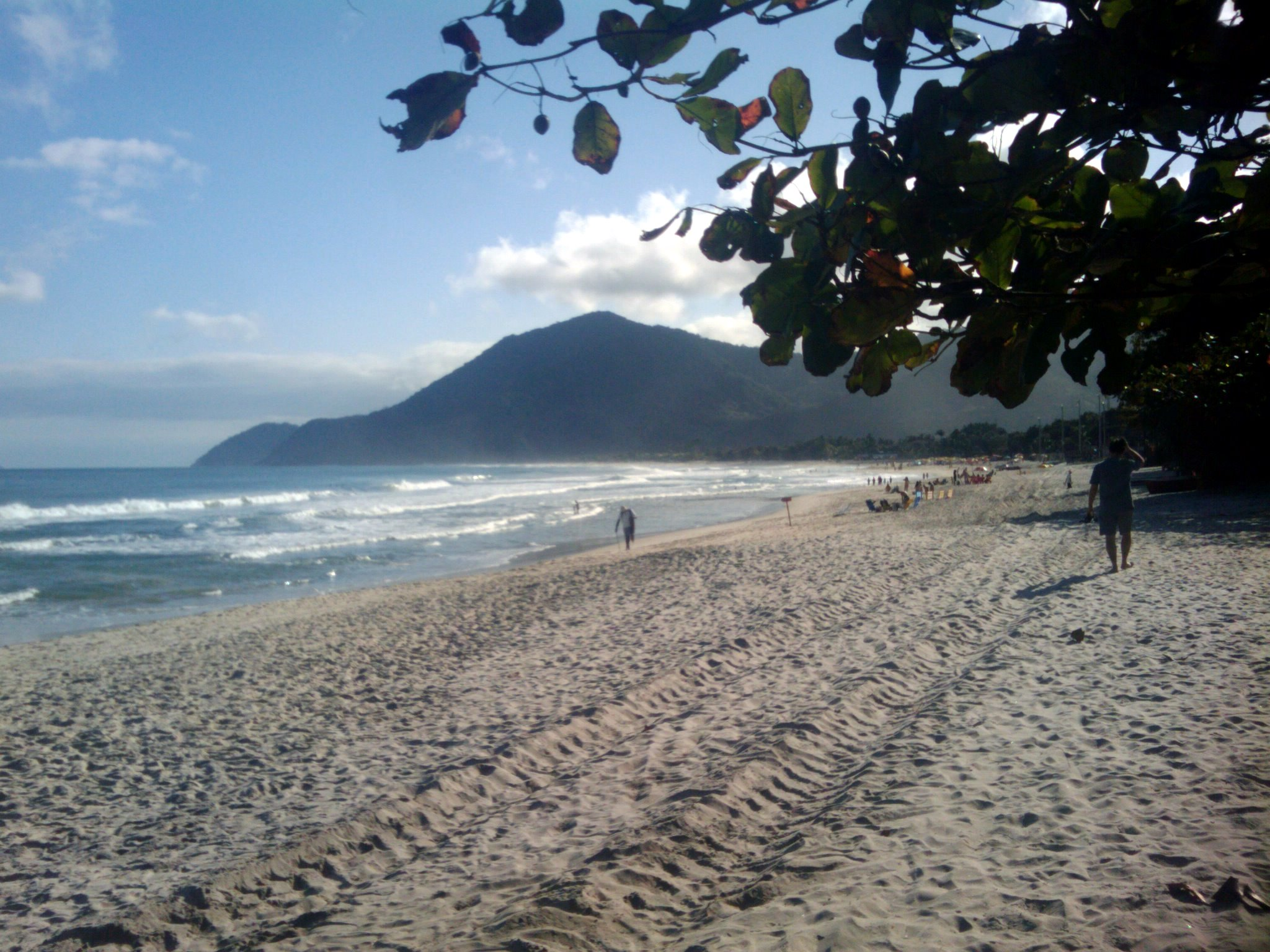
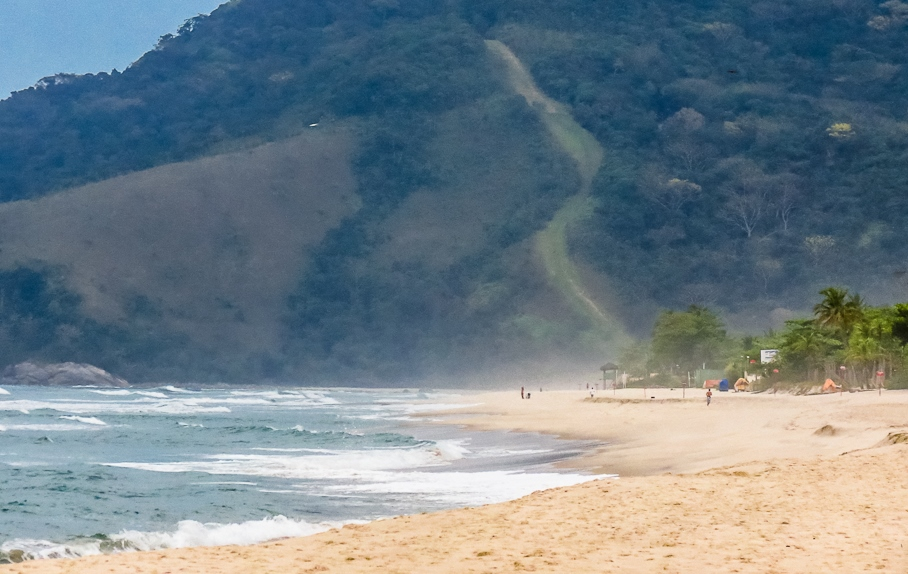
Visual longitudinal
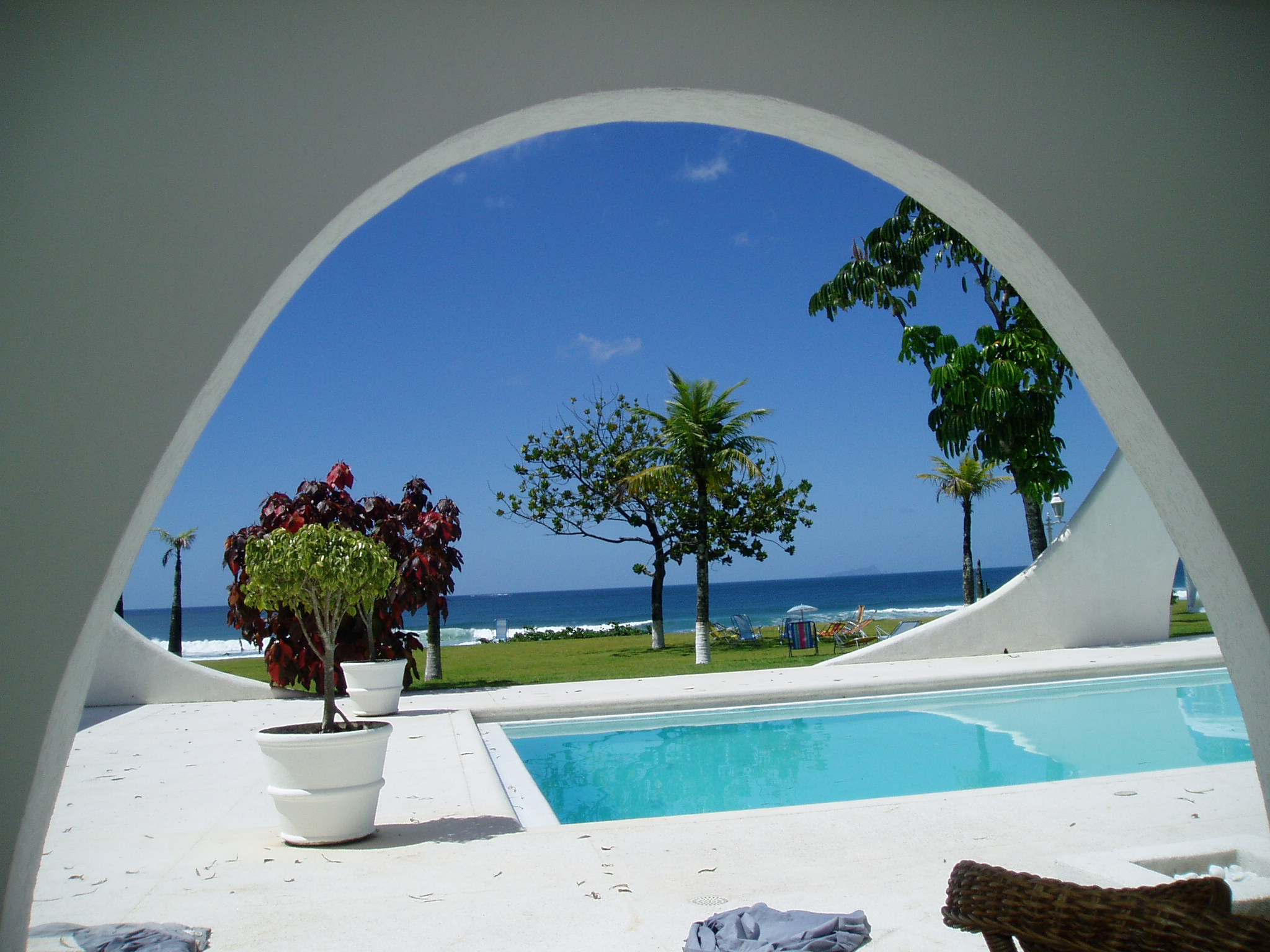
A praia vista de uma pousada
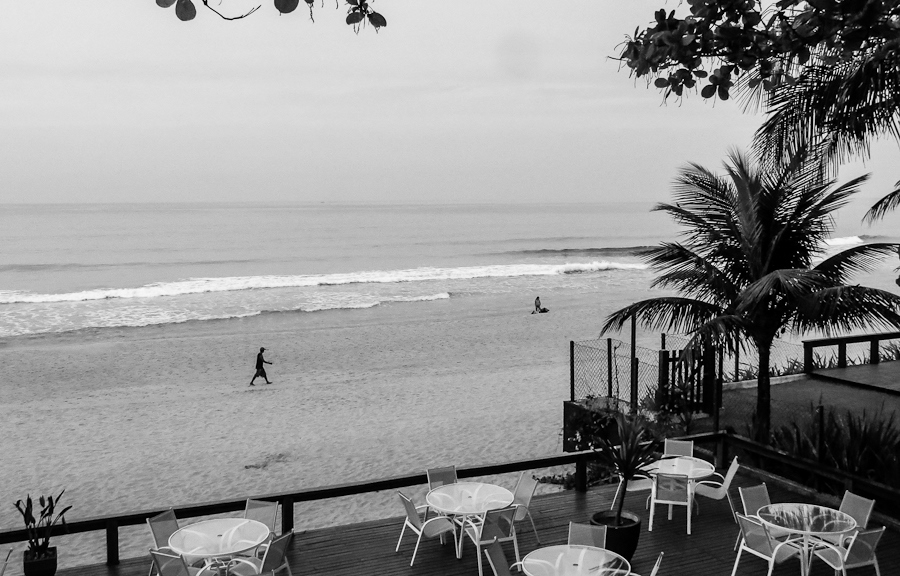
A praia vista de uma pousada
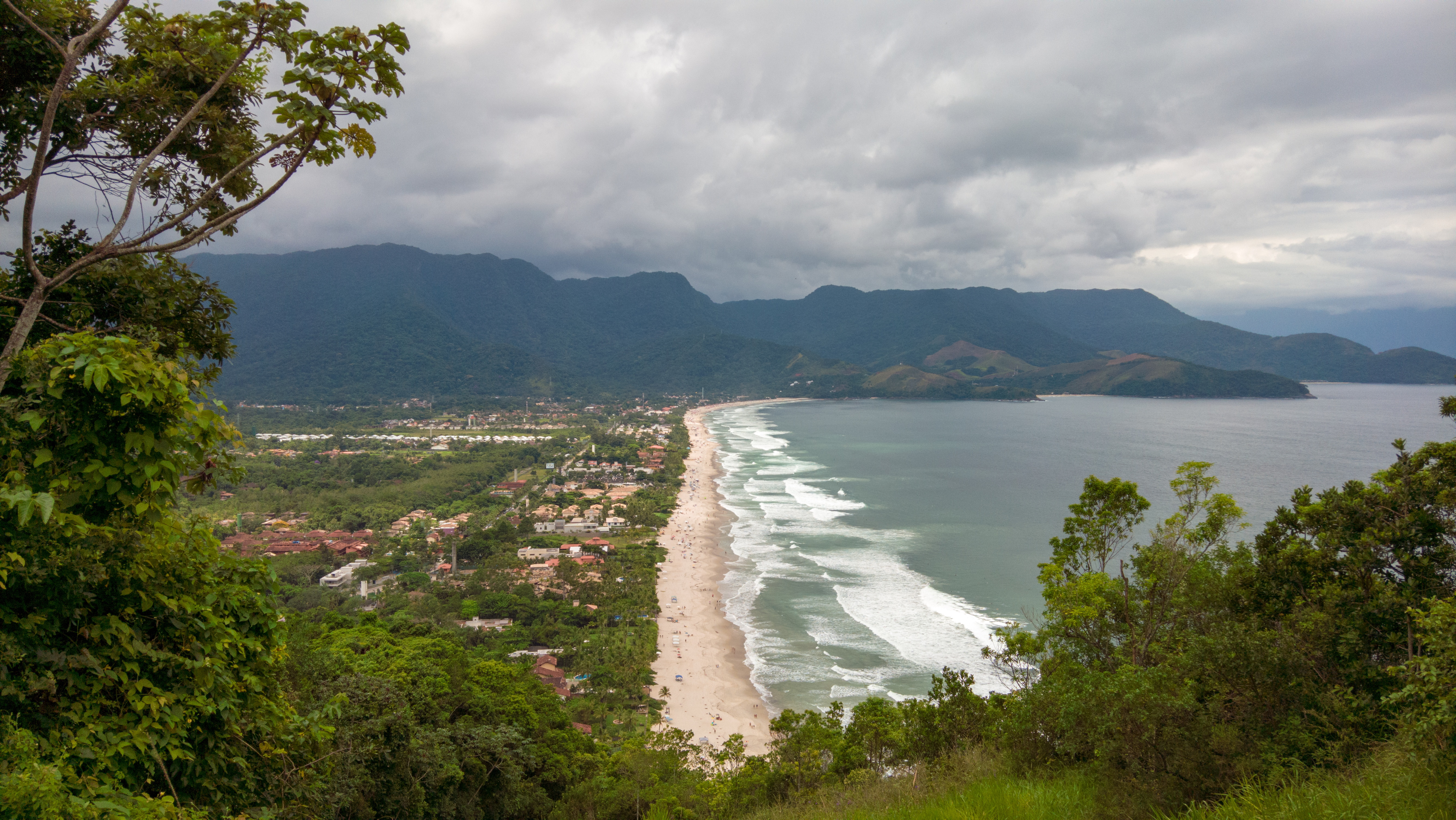
Vista de cima